# Joannik III (patriarcha Konstantynopola)
Joannik III, gr.  Ιωαννίκιος Γ΄ (ur. ok. 1700, zm. 1793) – patriarcha Serbii w latach 1739–1746, ekumeniczny patriarcha Konstantynopola w latach 1761–1763.

## Życiorys
Pochodził z rodziny fanariotów. W latach 1739–1746 był patriarchą serbskim w Peću. 26 marca 1761 r. został wybrany patriarchą Konstantynopola. Sprawował ten urząd do 21 maja 1763 r., kiedy został obalony i wygnany na Górę Athos.